# Gare d’Isles - Armentières - Congis
Gare d’Isles - Armentières - Congis vasútállomás Franciaországban.

## Vasútvonalak
Az állomást az alábbi vasútvonalak érintik:
- Trilport-Bazoches-vasútvonal

## Kapcsolódó állomások
A vasútállomáshoz az alábbi állomások vannak a legközelebb:
- Gare de Trilport (Paris Gare de l’Est, Line P)
- Gare de Lizy-sur-Ourcq (Gare de La Ferté-Milon, Line P)